# Vals-des-Tilles
Vals-des-Tilles és un municipi francès situat al departament de l'Alt Marne i a la regió del Gran Est. L'any 2007 tenia 159 habitants.

## Demografia

### Població
El 2007 la població de fet de Vals-des-Tilles era de 159 persones. Hi havia 73 famílies de les quals 27 eren unipersonals (12 homes vivint sols i 15 dones vivint soles), 27 parelles sense fills, 15 parelles amb fills i 4 famílies monoparentals amb fills.
La població ha evolucionat segons el següent gràfic:
Habitants censats

### Habitatges
El 2007 hi havia 129 habitatges, 77 eren l'habitatge principal de la família, 33 eren segones residències i 19 estaven desocupats. 125 eren cases i 4 eren apartaments. Dels 77 habitatges principals, 61 estaven ocupats pels seus propietaris, 12 estaven llogats i ocupats pels llogaters i 5 estaven cedits a títol gratuït; 1 tenia una cambra, 3 en tenien dues, 3 en tenien tres, 20 en tenien quatre i 50 en tenien cinc o més. 71 habitatges disposaven pel capbaix d'una plaça de pàrquing. A 33 habitatges hi havia un automòbil i a 35 n'hi havia dos o més.

### Piràmide de població
La piràmide de població per edats i sexe el 2009 era:
| Homes | Edats   | Dones |
| ----- | ------- | ----- |
| 4     | 95 o +  | 0     |
| 0     | 90 a 94 | 0     |
| 8     | 85 a 89 | 8     |
| 0     | 80 a 84 | 0     |
| 4     | 75 a 79 | 16    |
| 0     | 70 a 74 | 4     |
| 8     | 65 a 69 | 4     |
| 4     | 60 a 64 | 12    |
| 4     | 55 a 59 | 4     |
| 8     | 50 a 54 | 4     |
| 4     | 45 a 49 | 0     |
| 0     | 40 a 44 | 4     |
| 0     | 35 a 39 | 4     |
| 4     | 30 a 34 | 8     |
| 8     | 25 a 29 | 8     |
| 0     | 20 a 24 | 4     |
| 0     | 15 a 19 | 4     |
| 0     | 10 a 14 | 8     |
| 0     | 5 a 9   | 4     |
| 4     | 0 a 4   | 4     |

## Economia
El 2007 la població en edat de treballar era de 97 persones, 68 eren actives i 29 eren inactives. De les 68 persones actives 64 estaven ocupades (37 homes i 27 dones) i 4 estaven aturades (2 homes i 2 dones). De les 29 persones inactives 13 estaven jubilades, 2 estaven estudiant i 14 estaven classificades com a «altres inactius».

### Ingressos
El 2009 a Vals-des-Tilles hi havia 77 unitats fiscals que integraven 164 persones, la mediana anual d'ingressos fiscals per persona era de 14.742 €.

### Activitats econòmiques
Dels 3 establiments que hi havia el 2007, 1 era d'una empresa de fabricació d'altres productes industrials, 1 d'una empresa immobiliària i 1 d'una empresa de serveis.
L'any 2000 a Vals-des-Tilles hi havia 14 explotacions agrícoles que ocupaven un total de 1.815 hectàrees.

## Poblacions més properes
El següent diagrama mostra les poblacions més properes.